# Чилеанско море
Чилеанско море је део Тихог океана и лежи западно од Чилеанског копна. 
Службена употреба назива за Чилеанско море је дефинисана 30. маја 1974. године када је у Службеном листу Републике Чиле објављена Врховна уредба бр. 346 у којој се декларише да "воде које окружују или додирују обале националне територије се називају Чилеанско море." Према географском концепту Међународне хидрографске организације (ИХО), Чилеанско море и није море у правом смислу иако је то и у политичком и у правном смислу.
Што се тиче северне границе мора, од стране Перуа постојала су неслагања која су решена 27. јануара 2014. пресудом Међународног суда правде којим је успостављена поморска граница између Чилеа и Перуа. Тачне координате нове поморске границе одређене су између две државе 25. марта 2014. године, на састанку одржаном у седишту Министарства спољних послова Перуа. 